# Монкалво
Монкалво (итал. Moncalvo) је насеље у Италији у округу Асти, региону Пијемонт.
Према процени из 2011. у насељу је живело 2082 становника. Насеље се налази на надморској висини од 291 м.

## Становништво
Према резултатима пописа становништва 2011. у општини је живело 3.184 становника.
| 1936. | 1951. | 1961. | 1971. | 1981. | 1991. | 2001. | 2011. |
| ----- | ----- | ----- | ----- | ----- | ----- | ----- | ----- |
| 3.960 | 3.818 | 3.889 | 3.901 | 3.755 | 3.523 | 3.320 | 3.184 |